# Алтенберг
Алтенберг (њем. Altenberg) град је у њемачкој савезној држави Саксонија. Једно је од 41 општинског средишта округа Зексише Швајц-Остерцгебирге. Према процјени из 2010. у граду је живјело 5.825 становника. Посједује регионалну шифру (AGS) 14628010.

## Географија
Алтенберг се налази у савезној држави Саксонија у округу Зексише Швајц-Остерцгебирге. Град се налази на надморској висини од 750 метара. Површина општине износи 89,7 km².

## Становништво
У самом граду је, према процјени из 2010. године, живјело 5.825 становника. Просјечна густина становништва износи 65 становника/km².

## Међународна сарадња
| Мјесто | Држава | Врста сарадње | Од    |
| ------ | ------ | ------------- | ----- |
|        | Чешка  | партнерство   | 2000. |
| Извор  |        |               |       |